# Pachyserica vorax
Pachyserica vorax är en skalbaggsart som beskrevs av Ahrens 2006. Pachyserica vorax ingår i släktet Pachyserica och familjen Melolonthidae. Inga underarter finns listade i Catalogue of Life.